# Moxostoma macrolepidotum
Moxostoma macrolepidotum är en fiskart som först beskrevs av Lesueur, 1817.  Moxostoma macrolepidotum ingår i släktet Moxostoma och familjen Catostomidae. Inga underarter finns listade i Catalogue of Life.